# Hvad siger smedene?
Hvad siger smedene? er en dansk dokumentarfilm fra 1963, der er instrueret af Nicolai Lichtenberg. Filmen er produceret af Nordisk Kortfilm for Dansk Smede- og Maskinarbejder-Forbund i anledning af forbundets 75 års-jubilæum.

## Handling
Filmen fortæller om fagets, smedenes og deres forbunds udvikling gennem trekvart århundrede. Grundmotivet er Danmarks udvikling til industriland.